# Инга Ругинене
Инга Ругинене (родена на 24 май 1981 г.) е литовска синдикалистка и политичка от Социалдемократическата партия. Председателка на Литовската конфедерация на профсъюзите от 2018 до 2024 г. и вицепрезидентка на Европейската конфедерация на профсъюзите от 2023 до 2024 г.
На парламентарните избори през 2024 г. е избрана за членка на Сейма. Тя е министър на социалното осигуряване и труда на Литва от 12 декември 2024 г. На 6 август 2025 г. Ругинене е номинирана от Социалдемократите за министър-председател на Литва след оставката на Гинтаутас Палуцкас.